# Spatholobus ferrugineus
Spatholobus ferrugineus är en ärtväxtart som först beskrevs av Heinrich Zollinger och Alexandre Moritzi, och fick sitt nu gällande namn av George Bentham. Spatholobus ferrugineus ingår i släktet Spatholobus och familjen ärtväxter.

## Underarter
Arten delas in i följande underarter:
- S. f. acutis
- S. f. ferrugineus
- S. f. sericophyllus